# أرتور كوستا
أرتور كوستا هو سباح برتغالي، ولد في 26 أبريل 1970 في لشبونة في البرتغال.

## وصلات خارجية
- أرتور كوستا على موقع الاتحاد الدولي للسباحة (الإنجليزية)
- أرتور كوستا على موقع أوليمبيديا (الإنجليزية)